# Protathlema SEGAS (1914)
Protathlema SEGAS (1914) była 9. edycją Protathlemy SEGAS – najwyższej piłkarskiej klasy rozgrywkowej w Grecji. Liga skupiała tylko zespoły z Aten i okolic. Tytuł obroniła drużyna Goudi Ateny. Drugie miejsce zajął Piraikos Syndesmos. Również w rozgrywkach wziął udział zespół Koriwos. Do rozgrywek zgłosił też się Panellinios Podosferikos Omilos, ale potem napisał skargę którą odrzucił Komitet Olimpijski. Wszystkie mecze odbyły się w kwietniu 1914 roku.